# My Son, the Folk Singer
My Son, the Folk Singer è il primo album studio di Allan Sherman, pubblicato nel 1962.

## Tracce

### Lato A
1. The Ballad of Harry Lewis (parodia di The Battle Hymn Of The Republic) - 3:39
2. Shake Hands with Your Uncle Max (parodia di Shake Hands With Your Uncle Mike) - 2:37
3. Sir Greenbaum's Madrigal (parodia di Greensleeves) - 3:39
4. My Zelda (parodia di Matilda di Harry Belafonte) - 3:35
5. The Streets of Miami (parodia di The Streets Of Laredo) - 5:19

### Lato B
1. Sarah Jackman (parodia di Frère Jacques) - 2:26
2. Jump Down, Spin Around (Pick A Dress O'Cotton) (parodia di Jump Down, Spin Around (Pick a Bale of Cotton)) - 2:14
3. Seltzer Boy (parodia di Water Boy) - 3:29
4. Oh Boy (parodia di The Hand Clapping Song) - 4:04
5. Shticks and Stones (parodia di Blue Tail Fly dei Burl Ives & The Andrews Sister) - 5:41